# Concord, California
Concord este oraș situat central în comitatul Contra Costa, statul California, SUA.

## Istoric
Orașul a fost întemeiat în anul 1869 de Don Salvio Pacheko. El a fost mult timp o localitate fără o importanță deosebită, însă datorită așezării sale s-a dezvoltat treptat. La nord de oraș se află Military Ocean Terminal Concord, un port militar de pe malul golfului Suisun, el fiind o bază militară importantă în Războiul din Pacific. În iulie 1944 aici a avut loc în timpul transportului de muniție, o explozie puternică, unde au murit 320 de persoane.

## Date geografice
Concord se află amplasat la altitudinea de 26 m, la 50 km est de San Francisco pe fusul orar Pacific Standard Time (UTC−8). Orașul ocupă suprafața de 80,6267 km² din care 80,6267 km² este uscat. În anul 2000 el avea 121.780 loc. cu o densitate de 1.510,4 loc./km².

## Date demografice
La recensământul din anul 2000 orașul avea:
- 121.780 locuitori, cu o densitate de 1,560.0 loc./km²
- 44,020 gospodării
- 30,329 de familii, dintre care
- 70.71% erau albi
- 3.04% afro-americani
- 0.76% amerindieni
- 9.39% asiatici
- 0.50% loc. de pe insulele din Pacific
- 9.65% alte grupări etnice
- 5.94% metiși și mulatri
- 21.81% latino-americani

| Anul | Nr. pop. | % ±     |
| ---- | -------- | ------- |
| 1870 | 400      |         |
| 1880 | 399      | −0.3%   |
| 1890 | 373      | −6.5%   |
| 1900 | 586      | 57.1%   |
| 1910 | 703      | 20.0%   |
| 1920 | 912      | 29.7%   |
| 1930 | 1,125    | 23.3%   |
| 1980 | 103,251  | 9077.9% |
| 1990 | 111,348  | 7.8%    |
| 2000 | 121,780  | 9.4%    |
| 2010 | 122,067  | 0.2%    |

## Personalități marcante
- Dave Brubeck (n. 1920), pianist și compozitor de jazz;
- Keith Godchaux (1948 – 1980), pianist;
- Tom Hanks (n. 1956), actor;
- Julie Strain (n. 1962), actriță;
- Chris Reifert (n. 1969), muzician death metal;
- Lana Lane, cântăreață;
- Natalie Coughlin (n. 1982), înotătoare.